# 栋库尔欧唐普利耶
栋库尔欧唐普利耶（法語：Doncourt-aux-Templiers，法語發音：[dɔ̃kuʁ o tɑ̃plije]）是法国默兹省的一个市镇，属于凡尔登区。该市镇总面积6.18平方公里，2009年时的人口为70人。

## 人口
栋库尔欧唐普利耶人口变化图示